# Au (powiat Breisgau-Hochschwarzwald)
Au – gmina w Niemczech, w kraju związkowym Badenia-Wirtembergia, w rejencji Fryburg, w regionie Südlicher Oberrhein, w powiecie Breisgau-Hochschwarzwald, wchodzi w skład związku gmin Hexental. Leży całkowicie w obszarze krajobrazowym Hexental, ok. 5 km na południe od Fryburga Bryzgowijskiego.

## Osoby urodzone w Au
- Hartmann von Aue – niemiecki pisarz